# 1712
Évszázadok: 17. század – 18. század – 19. század
Évtizedek: 1660-as évek – 1670-es évek – 1680-as évek – 1690-es évek – 1700-as évek – 1710-es évek – 1720-as évek – 1730-as évek – 1740-es évek – 1750-es évek – 1760-as évek
Évek: 1707 – 1708 – 1709 – 1710 –  1711 – 1712 – 1713 – 1714 – 1715 – 1716 – 1717

## Események

### Határozott dátumú események
- január 29. – Utrechtben megkezdődnek a béketárgyalások a spanyol örökösödési háború lezárására.[1]
- március 30. – III. Károly megerősíti a szatmári béke pontjait.[2]
- május 22. – III. Károlyt királlyá koronázzák Pozsonyban.[3]
- november 16. – II. Rákóczi Ferenc száműzött fejedelem és három fős kísérete hajón Anglia felé indul.[2]
- december 8. – Rákóczi hajója kiköt Kingston upon Hull mellett, de az utasokat negyven napig nem engedik leszállni az európai pestisjárvány miatt.[2]

### Határozatlan dátumú események
- I. Péter orosz cár Moszkvából Szentpétervárra helyezi át a fővárost.[4]

## Az év témái

### 1712 az irodalomban
- Első ízben jelenik meg nyomtatásban Grúzia verses nemzeti eposza, A párducbőrös lovag Misztótfalusi Kis Miklós betűivel.[5]

## Születések
- február 11. – Pauline Félicité de Mailly-Nesle, XV. Lajos francia király egyik hivatalos szeretője († 1741)
- február 22. – Bod Péter, református lelkész, irodalomtörténész († 1769)
- március 27. – Claude Bourgelat, francia állatorvos, az első állatorvosi főiskola alapítója († 1779)
- április 1. – Matthias Franz Gerl, osztrák építész († 1765)
- június 28. – Jean-Jacques Rousseau, francia író, gondolkodó († 1778)
- október 5. – Francesco Guardi, velencei festő († 1793)
- október 14. – George Grenville, brit miniszterelnök, whig párti politikus († 1770)
- november 24. – Charles-Michel de l’Épée, hallássérültekkel foglalkozó francia gyógypedagógus, siketek állami iskolájának alapítója († 1789)
- december 12. – Károly Sándor, lotaringiai herceg († 1780)

## Halálozások
- január 3. – Csajághy János, kuruc brigadéros (* 1673)
- július 12. – Richard Cromwell, Oliver Cromwell fia, Anglia, Skócia és Írország második Lord Protectora (* 1626)
- szeptember 14. – Giovanni Domenico Cassini, olasz származású francia csillagász (* 1625)